# Roberto Longhi
Roberto Longhi (ur. 28 lutego 1890 w Cuneo, zm. 3 czerwca 1970 we Florencji) – włoski historyk sztuki i krytyk artystyczny.
W 1934 został profesorem Uniwersytetu Bolońskiego i Florenckiego, w 1950 założył czasopismo „Paragone” i został jego wydawcą. Pisał głównie eseje oraz monografie włoskich artystów, m.in. Pierro della Francesca (1927) i Caravaggio (1952).